# Operation Repo - La gang dell'auto
(Frase introduttiva della serie)
Operation Repo (noto anche come Op Repo e La gang dell'auto) è un programma televisivo americano che descrive il mondo del recupero crediti, nelle zone di San Fernando Valley, California.

## La serie TV
La squadra facente parte delle operazioni di recupero è formata da Luis, Sonia, Lindah, Matt e Froy. Il programma è andato in onda dapprima dal 2006 al 2008 su Telemundo in una versione in lingua spagnola, chiamata Operación Repo, diventando lo show numero uno della rete televisiva. La serie poi viene proposta in lingua inglese trasferendosi sull'emittente TruTV, e viene trasmessa a partire dal 31 marzo 2008. Dal 13 maggio 2013 viene trasmesso anche nell'emittente italiana Italia 2. 
L'undicesima e attuale ultima stagione ha debuttato il 27 marzo 2013, e l'ultimo episodio della stagione è stato mandato in onda il 5 febbraio 2014.
Dal 2018 viene riproposto sul canale Spike.

### Realtà e finzione
Operation Repo si basa su storie ed eventi accaduti realmente con il semplice cambio dei nomi per garantire la privacy delle persone.
In questa serie TV, girata in stile cinema verità, vedremo una squadra pignorare principalmente auto e moto; ma eseguiranno anche pignoramenti di altri oggetti esotici e strani come barche di lusso, aerei, limousine, ATV, Rolbe, camion dei gelati, carri attrezzi, autobus, camion, biciclette costose, mongolfiere, cippatrici, carrelli elevatori e lettini abbronzanti.
Nell'ultimo episodio dell'undicesima stagione, Sonia nuova direttrice della società fa un recupero con un particulier per riempire le casse della società perché riesce appena a "finire il mese". Si scopre dopo il recupero che la persona che li ha ingaggiati per recuperare l'aereo era un truffatore. L'azienda ha 72 ore per recuperare l'aereo prima che il maresciallo che li ha aiutati per il recupero emetta dei mandati d'arresto per tutti coloro che l'hanno effettuato. Si dovrà attendere la dodicesima stagione per conoscere l'esito della vicenda.

## Operation Repo nel Mondo
| Paese       | Canale          |
| Australia   | 7mate           |
| Canada      | OLN             |
| Italia      | Italia 2, Spike |
| Norvegia    | Viasat 4        |
| Polonia     | RTL 7           |
| Regno Unito | DMAX            |
| Spagna      | Energy          |

## Episodi
- Fonti dati episodi: (1) e (2)

| Stagione | Episodi | Inizio Stagione   | Fine Stagione     |
| -------- | ------- | ----------------- | ----------------- |
| 1        | 17      | 17 novembre 2008  | 18 maggio 2009    |
| 2        | -       | -                 | -                 |
| 3        | 26      | 16 marzo 2009     | 21 settembre 2009 |
| 4        | 13      | 8 giugno 2009     | 21 settembre 2009 |
| 5        | 13      | 9 novembre 2009   | 25 gennaio 2010   |
| 6        | 13      | 8 febbraio 2010   | 26 aprile 2010    |
| 7        | 13      | 7 giugno 2010     | 4 ottobre 2010    |
| 8        | 26      | 26 gennaio 2011   | 7 settembre 2011  |
| 9        | 26      | 14 settembre 2011 | 7 maggio 2012     |
| 10       | 26      | 6 giugno 2012     | 12 dicembre 2012  |
| 11       | 22      | 27 marzo 2013     | 5 febbraio 2014   |

## Cast

### Il team di Sonia (maggio 2013–febbraio 2014)
- Luis Pizzaro (capo)

- Sonia Pizarro: (sorella del capo)
- Lyndah Pizarro: (figlia del capo)
- Froylan "Froy" Tercero: (ex marito di Sonia)
- Matt Burch: (amico di Froy)

### Il team di Matt & Froy (2011)
- Froylan "Froy" Tercero: (ex marito di Sonia)
- Matt Burch: (amico di Froy)

## Doppiaggio italiano
- Luis "Lou" Pizarro: Stefano Albertini
- Sonia Pizarro: Cinzia Massironi
- Lyndah Pizarro: Giulia Franzoso
- Froylan "Froy" Tercero: Luca Ghignone
- Matt Burch: Alessandro Maria D'Errico
- Ronnie Lee: Lorenzo Scattorin
- Carlos Lopez: Renato Novara

L'edizione italiana è curata da Alberto Porto per Mediaset. Il doppiaggio è stato eseguito a Milano presso Jupiter Communication, sotto la direzione di Alessio Coatto.

## Produzione
- Tariq Jalil - Produttore Esecutivo
- Francisco Aguilar - Produttore/Direttore Esecutivo
- Luis Pizarro - Produttore/Creatore Esecutivo
- Stephen A. Phillips - Produttore Consulenza
- Angel Annussek - Produttore Esecutivo(in associazione con TruTV)
- Lars Casteen - Produttore Associato (in associazione con TruTV)